# Wender-Indol-Synthese
Die Wender-Indol-Synthese ist eine Namensreaktion der organischen Chemie. Es handelt sich um eine synthetische Methode für Indolderivate, welche 1981 von Paul Anthony Wender (* 1947) beschrieben wurde.

## Übersichtsreaktion
Bei der Wender-Indol-Synthese reagiert das N-Acylorthohaloanilin zunächst mit Butyllithium, um anschließend in einer SN2-Reaktion mit einem α-Haloketon zu dem N-Acylindolderivat zu reagieren. Bei X und Y handelt es sich um die Halogene Chlor, Brom oder Iod.

## Reaktionsmechanismus
Im vorgeschlagenen Reaktionsmechanismus wird zunächst die starke Base Butyllithium verwendet um aus dem N-Acylorthohaloanilin 1 ein C,N-Dianion 2 herzustellen. 2 reagiert anschließend in einer SN2-Reaktion mit einem α-Haloketon zu dem Zwischenprodukt 3. Das Anion 3 reagiert dann intramolekular unter Bildung des Alkoxids 4. Durch Protonenübertragung entsteht aus 4 das Zwischenprodukt 5, das unter Wasserabspaltung das N-Acylindolderivat 6 liefert. Bei X und Y handelt es sich um die Halogene Chlor, Brom oder Iod.

## Modifikation
Die Wender-Indol-Synthese wurde erweitert, um N-Dimethylharnstoff geschützte Indole zu synthetisieren. Dafür reagiert N-Phenyl-N,N-dimethylharnstoff zunächst mit einer starken Base zum Dianion, welches durch Abkühlen mit Diethylpyruvat zu Isatin reagiert.

## Anwendung
Die Wender-Indol-Synthese wird zur Herstellung von zahlreichen Indolderivaten genutzt.